# Africa Sports National
Africa Sports National je fotbalový klub z města Abidžan v Pobřeží slonoviny. Hraje na stadionu Stade Robert Champroux. Barvami jsou zelená a červená.

## Historie
Klub byl založen roku 1947 pod názvem Club Sportif Bété. Roku 1948 se klub přejmenoval na Africa Sports National.

## Úspěchy
- Liga Pobřeží slonoviny (17): 1967, 1968, 1971, 1977, 1978, 1982, 1983, 1985, 1986, 1987, 1988, 1989, 1996, 1999, 2007, 2008, 2011
- Pohár Pobřeží slonoviny (17): 1961, 1962, 1964, 1977, 1978, 1979, 1981, 1982, 1985, 1986, 1989, 1993, 1998, 2002, 2009, 2015, 2017
- Pohár Francouzské západní Afriky (1): 1958
- Pohár vítězů pohárů CAF (2): 1992, 1999
- Západoafrický pohár (Pohár UFOA) (3): 1985, 1986, 1991